# Xiphocentron mnesteus
Xiphocentron mnesteus är en nattsländeart som beskrevs av Schmid 1982. Xiphocentron mnesteus ingår i släktet Xiphocentron och familjen Xiphocentronidae. Inga underarter finns listade i Catalogue of Life.